# بندر بن محمد السعدون
بندر بن محمد بن ثامر بن سعدون الكبير (توفي سنة 1263هـ/1847م) وقيل 1264هـ/1848م شيخ عشيرة آل سعدون من عرب العراق وأمير مشيخة عشائر المنتفق، حكم القبيلة بعد وفاة أميرها السابق عيسى بن محمد السعدون في سنة 1258هـ/1842م. وكان من أكرم رجالها، ولقب ببندر الخير لكرمه. وكان مقرباً للشعراء والمداحين ميالا للهدوء والجلوس لاستقبال الزوار، واشتهرت مدائح الشاعر عبدالله بن ربيعة له. وكانت علاقاته مع والي بغداد تتراوح بين الجيدة والمتوترة بسبب مطالباته بزيادة الجراية السنوية باستمرار منذ 1845م حتى وفاته في سنة 1848م.

## محاولته غزو الكويت
بعد مشيخته بعام واحد اندلع خصام بينه وبين عمه الشيخ راشد بن ثامر السعدون، فاضطر راشد للهروب إلى الكويت والاحتماء باميرها الشيخ جابر، فعزم الأمير بندر على مهاجمة الكويت سنة 1260هـ/1844م، خصوصًا بعدما علم بانهيار أجزاء من سور الكويت، مما أثار طمع بندر وخيل له سهولة نجاح مثل هذا الغزو، فلما علم الكويتيون بأمره قاموا بسرعة بإصلاح ماتهدم من السور، وأرسل حاكم بوشهر عبد الرسول آل نصر مدافع نصبت على أطراف السور لضرب المعتدين. فلما قدم الأمير بندر وعلم بالاستعدادات التي جرت، وصعوبة اقتحامها قرر محاصرة المدينة من جهة البر، فخيم بجيشه في (ملح) 30 كم جنوب الكويت، فأوفد الكويتيون إليه «عبد الرحمن الدويرج» أحد وجوه البلد ومن المقربين للأمير بندر، فأوضح له عزم أهل الكويت على المقاومة، ومن ثم ركوب البحر مع عوائلهم وأموالهم إذا تعذر عليهم المواجهة، هذا أولا وثانيًا هم على استعداد لتقديم مايحتاجه من ذخيرة وطعام لجيشه. فانصاع الشيخ بندر لنصيحته، فرفع الحصار عن الكويت وانسحب.

## علاقته مع والي بغداد
كانت علاقته مع علي رضا باشا (والي بغداد) جيدة، فقد ساهم مع رجال قبيلته في وضع السدود حول دجلة عندما فاض النهر وطلب اللاز النجدة من المنتفق. ولكن مالبث أن عزل الوالي وأتى محمد نجيب باشا (والي بغداد) الجديد الذي عرف عنه الغطرسة والكبرياء، فاتفق مع الشيخ بندر على أن يقوم الشيخ بشق الترع وإصلاح بعض السدود لتوجيه العشائر نحو الاستقرار في الزراعة ولزيادة الانتاج الزراعي. وكذلك حاول اضعاف شوكة المنتفق باقتطاع أجزاء من مناطقهم، فبعث إبنه احمد لهذا الغرض، ولكن احمد وجد صعوبة في تطبيق ذلك الأمر، ففضل التفاهم مع المنتفق على زيادة الضريبة السنوية من 100 ألف إلى 200 ألف شامي. وقيل أن الضريبة السنوية لم ترتفع إلى 200 ألف إلا في سنة 1851 في حكم فارس.
ومع ذلك لم تستقر علاقات بندر مع نجيب باشا، فتارة يفاوضهم ويظهر الانسجام معهم، وأخرى يظهر لهم التهديد والوعيد، وضرب لهم فنونًا متعددة في فرض الضرائب، وكان آخرها ضريبة الرأس، واستخدمت في ذلك وسائل صارمة وقسرية لجبايتها، فلما ازدادت تلك المطالبات انضم الشيخ بندر إلى ثورة وادي شلفح شيخ قبيلة زبيد، ولم يستجب لدعوات الوالي المتكررة لمقابلته، ورفض إرسال أي ضرائب إلى الحكومة حتى وفاته سنة 1847م.

## الملاحظات
1. ↑  الشامي هو القرش قبل ضرب الليرة العثمانية الذهبية زمن محمد رشاد ويقال له القرش الرومي وبقي إسم الشامي شائعا في البصرة وأنحائها، ويعادل الشامي 9 قروش ونصف حتى سنة 1914،[8] ويساوي في ذلك الوقت شلنًا إنجليزيا واحدًا وستة بنسات.[9]